# Tajmuraz Mamsurov
Tajmuraz Dzambekovič Mamsurov (in russo Таймура́з Дзамбе́кович Мамсу́ров?; Beslan, 13 aprile 1954) è un politico russo, è stato Governatore dell'Ossezia del Nord dal 7 giugno 2005 al 5 giugno 2015.

## Biografia
Laureato presso l'Istituto Mineral-Metallurgico del Caucaso del Nord, e specializzato in storia presso l'Accademia delle Scienze Sociali del Comitato Centrale del PCUS, Mamsurov crebbe tra le file del Komsomol, la gioventù del Partito Comunista dell'Unione Sovietica, negli anni settanta; in seguito, negli anni ottanta, entrò tra le file del partito vero e proprio.
Nel 1994 fu eletto deputato Presidente del Consiglio Supremo della Repubblica dell'Ossezia del Nord, quindi, l'anno successivo, fu designato all'amministrazione del rajon Pravoberežnyj, il distretto della sua città natale, Beslan. Mamsurov fu alla guida del governo Nord-Osseto dal febbraio '98 all'ottobre 2000, quando venne chiamato a presiedere il Parlamento di Vladikavkaz, fino al 7 giugno 2005, giorno in cui la proposta dell'ex-presidente Putin di affidare a Mamsurov la presidenza della Repubblica dell'Ossezia Settentrionale-Alania fu approvata.
Politicamente il Presidente Nord-Osseto è un alleato del premier russo Putin, ed è membro di Russia Unita, il partito del Presidente russo Medvedev e dello stesso Putin; inoltre è membro del Presidium del Consiglio della Russia e del Consiglio Supremo di Russia Unita.
La biografia ufficiale gli attribuisce miglioramenti economici all'interno della Repubblica e lo descrive come un politico "centrista" con tendenze liberali.
Dall'inizio del mandato presidenziale di Mamsurov si è registrato un deterioramento dei rapporti con la confinante Inguscezia, a causa del conflitto del '92 nel rajon Prigorodnyj, e della più recente strage nella scuola N°1 di Beslan nel 2004, alla quale presero parte anche terroristi ingusci. Egli ha accusato le autorità inguscie di alimentare deliberatamente le tensioni tra le due Repubbliche confinanti e di promuovere una guerra d'informazione contro l'Ossezia del Nord. Mamsurov è promotore di una più stretta collaborazione con l'Ossezia del Sud, una regione secessionista della Georgia, che aspira ad un'integrazione nella Federazione Russa, e ad un'unione con l'Ossezia del Nord. Nel luglio 2008 ha accusato i diplomatici occidentali di promuovere un "piano gesuista" di riunificazione delle due Ossezie in un unico stato sotto la protezione della NATO e nell'orbita georgiana.